# 南秦州
南秦州，是五胡十六国、南北朝的州。
十六国前秦建元七年（371年）平仇池氐杨氏置南秦州，治仇池（今甘肃西和县西南洛峪乡），下辖武都郡、阴平郡。辖境相当今甘肃省祁山、墦冢山以南及陕西省略阳县、凤县，四川省平武县等地。后秦建初四年（389年）地入杨氏，遂废南秦州。
魏太武帝太平真君七年（446年）北魏置仇池镇，属军事性质。魏孝文帝太和十二年（488年）改为渠州。魏宣武帝正始元年（504年）改梁州置南秦州，治所在洛谷城（今甘肃西和县西南洛谷镇），州治上禄，即汉代上禄县治，在今西和县上六巷乡。领六郡：天水郡、汉阳郡、武都郡、武阶郡、修城郡、仇池郡。辖境相当今甘肃南部陇南市武都区、成县、西和县、徽县、礼县、康县、文县、舟曲县等地。西魏废帝三年（554年）改为成州。